# Gnomidolon melanosomum
Gnomidolon melanosomum är en skalbaggsart som beskrevs av Bates 1870. Gnomidolon melanosomum ingår i släktet Gnomidolon och familjen långhorningar.
Artens utbredningsområde är:
- Costa Rica.
- Guatemala.
- Guyana.
- Honduras.
- Panama.
- Surinam.
- Venezuela.

Inga underarter finns listade i Catalogue of Life.